# Большое Захонье
Большо́е За́хонье — деревня в Плюсском районе Псковской области. Входит в сельское поселение Плюсская волость.

## География
Деревня расположена на берегу реки Чёрная, в 13 км к северо-западу от районного центра — посёлка Плюсса.

## Население
Численность населения деревни составляла 47 жителей по оценке на конец 2000 года

## История
Первое упоминание о деревне находится в писцовой книге 7006 (1497/98) года письма Матвея Ивановича Валуева. Сохранилось описание примерно половины этого селения в Бельском погосте в поместье своеземца Микулки Матвеева Захонского (текст по другой части деревни, за Ивакою Родивоновым сыном Розладина, не сохранился).

«Микулки Матвеева Захонского з детми.

Д.Захонье, вопче с поместщиком с Ивакою Розладиным: дв.сам Микулка да его дети Максим, да Якуш, да Ивашко, да Матюк. А хрестьян: дв.Ермилка да Стешко Минины, дв.Васко Юхнов, да Остахно Федоров, дв.Олешко Грихнов, пашни 20 коробей, а сена 80 копен, 5 обеж. А поместщиковы Ивакины дворы и обжы писаны у его поместья.»— [РГАДА, Ф.137, Оп.1, Новгород, №2-А]; опубликовано: «Новгородские писцовые книги, изданные императорской Археографической комиссией», т.4, СПб, 1886г, ред.А.И.Тимофеев. Текст приведён по редакции данного издания.
До 1 января 2006 года деревня входила в состав ныне упразднённой Должицкой волости.